# Koffi Gueli
Pour les articles homonymes, voir Gueli.
Koffi Mawukoenya Gueli, né le 31 décembre 1993 à Notsé, est un footballeur togolais. Il évolue au poste d'attaquant  à l'AS Denguelé en Ligue 1 ivoirienne.

## Parcours

### En club
Après avoir commencé sa carrière en D2 togolaise au sein de l'AS Police de Lomé, il se révèle en D1 au sein de l'AS Togo-Port, puis du Dynamic Togolais, deux grands clubs de la capitale togolaise. Il termine une fois deuxième meilleur buteur du championnat du Togo de D1, attirant l'attention de clubs étrangers. 
Il pose ensuite ses valises au Gabon où il évolue une saison au sein de l'AS Stade Mandji, avant de faire une pige au Rwanda au sein du Rayon Sports FC de Kigali. Après un bref détour par l'ASFA Yennenga de Ouagadougou au Burkina Faso, il rejoint le championnat équatoguinéen en évoluant à la pointe de l'attaque du Deportivo Mongomo. Il réalise une bonne saison 2014-2015, inscrivant 15 buts toutes compétitions confondues, et remportant à titre collectif la Coupe de Guinée équatoriale. 
Désireux d'évoluer dans un championnat plus huppé, il rejoint en octobre 2015 le club ivoirien de l'AS Denguelé.

### En sélection
Koffi Gueli est international togolais chez les jeunes et compte une dizaine de sélections dans toutes les catégories. Après avoir évolué avec l'Équipe du Togo de football des moins de 20 ans, il est sollicité par la Fédération de Guinée équatoriale de football pour défendre les couleurs du Nzalang nacional, après avoir réalisé de belles performances avec le Deportivo Mongomo. 
Il décline cette offre pour rejoindre les Eperviers du Togo. Il est appelé en équipe locale du Togo en fin d'année 2016. Il participe à la septième édition du Tournoi de l'UEMOA que le Togo organisé du 26 novembre au 3 décembre 2016. Il n'entre toutefois pas en jeu lors du tournoi. 
Il est présélectionné par Claude Le Roy pour la CAN 2017, mais ne figure pas dans la liste des 23 retenus pour cette compétition.

## Carrière
- AS Police (D2,  Togo)
- AS Togo-Port (D1,  Togo)
- Dynamic Togolais (D1,  Togo)
- AS Stade Mandji (D1,  Gabon)
- Rayon Sports (D1,  Rwanda)
- ASFA Yennenga (D1,  Burkina Faso)
- Deportivo Mongomo (D1,  Guinée équatoriale), 26 matches, 15 buts
- AS Denguelé (Ligue 1,  Côte d'Ivoire)

## Palmarès
- Vainqueur de la Coupe de Guinée Équatoriale en 2015 avec le Deportivo Mungomo
- Élu 2e meilleur joueur togolais évoluant en Afrique lors des Togo football Awards 2015[5]